# Kinek mondjam el vétkeimet
Kinek mondjam el vétkeimet (A chi posso confessare i miei peccati?) è il singolo di debutto della cantante ungherese Friderika Bayer, pubblicato nel 1994 attraverso l'etichetta discografica EMI Records e incluso nell'album Friderika.
La canzone è stata scritta e arrangiata da Szilveszter Jenei. Il testo vede la cantante parlare in prima persona a Dio riguardo ad un suo peccato, che non viene mai menzionato direttamente, ma che, da quello che si intuisce dalla terza strofa, sembra essere un rapporto sessuale prematrimoniale. Del singolo esiste anche una versione in inglese, tradotta da Jamie Winchester e intitolata Who Will Be There.
Con Kinek mondjam el vétkeimet, Friderika ha rappresentato l'Ungheria all'Eurovision Song Contest 1994, sancendo il debutto della sua nazione nella competizione musicale. La canzone è stata cantata cantata per ventiduesima, preceduta dalla Spagna e seguita dalla Russia, e si è piazzata quarta totalizzando 122 punti.

## Tracce
CD singolo
1. Kinek mondjam el vétkeimet – 3:24 (Szilveszter Jenei)
2. Születésnap – 4:20 (Krisztina Bokor Fekete, Szilveszter Jenei)
3. Bádogszív – 3:57 (Szilveszter Jenei)
4. Who Will Be There – 3:24 (Jamie Winchester, Szilveszter Jenei)